# Amphisbaena hastata
Amphisbaena hastata este o specie de reptile din genul Amphisbaena, familia Amphisbaenidae, ordinul Squamata, descrisă de Vanzolini 1991. Conform Catalogue of Life specia Amphisbaena hastata nu are subspecii cunoscute.